# Ciénaga de Los Olivitos
La Ciénaga de Los Olivitos es un espacio protegido en el occidente del país suramericano de Venezuela. Zulia  Fue declarada sitio Ramsar el 4 de septiembre de 1996 y ocupa unas 26 000 hectáreas de superficie (equivalentes a 260 kilómetros cuadrados), administrativamente hace parte del estado Zulia y constituye además una Refugio de Fauna Silvestre y Reserva de Pesca.
Se trata de un humedal costero con mareas y manglares, lagunas, marismas, y hábitats de playa.

## Clima
El clima es Árido con temperaturas mínimas son de 16 a 22 °C y máximas de 30 a 42 °C. Las Precipitacciones son bajas sólo 100 mm.
| Parámetros climáticos promedio de Ciénaga de Los Olivos, Venezuela | Parámetros climáticos promedio de Ciénaga de Los Olivos, Venezuela | Parámetros climáticos promedio de Ciénaga de Los Olivos, Venezuela | Parámetros climáticos promedio de Ciénaga de Los Olivos, Venezuela | Parámetros climáticos promedio de Ciénaga de Los Olivos, Venezuela | Parámetros climáticos promedio de Ciénaga de Los Olivos, Venezuela | Parámetros climáticos promedio de Ciénaga de Los Olivos, Venezuela | Parámetros climáticos promedio de Ciénaga de Los Olivos, Venezuela | Parámetros climáticos promedio de Ciénaga de Los Olivos, Venezuela | Parámetros climáticos promedio de Ciénaga de Los Olivos, Venezuela | Parámetros climáticos promedio de Ciénaga de Los Olivos, Venezuela | Parámetros climáticos promedio de Ciénaga de Los Olivos, Venezuela | Parámetros climáticos promedio de Ciénaga de Los Olivos, Venezuela | Parámetros climáticos promedio de Ciénaga de Los Olivos, Venezuela |
| Mes                                                                | Ene.                                                               | Feb.                                                               | Mar.                                                               | Abr.                                                               | May.                                                               | Jun.                                                               | Jul.                                                               | Ago.                                                               | Sep.                                                               | Oct.                                                               | Nov.                                                               | Dic.                                                               | Anual                                                              |
| ------------------------------------------------------------------ | ------------------------------------------------------------------ | ------------------------------------------------------------------ | ------------------------------------------------------------------ | ------------------------------------------------------------------ | ------------------------------------------------------------------ | ------------------------------------------------------------------ | ------------------------------------------------------------------ | ------------------------------------------------------------------ | ------------------------------------------------------------------ | ------------------------------------------------------------------ | ------------------------------------------------------------------ | ------------------------------------------------------------------ | ------------------------------------------------------------------ |
| Temp. máx. media (°C)                                              | 32                                                                 | 30                                                                 | 31                                                                 | 33                                                                 | 36                                                                 | 39                                                                 | 42                                                                 | 40                                                                 | 37                                                                 | 34                                                                 | 33                                                                 | 32                                                                 | 34.9                                                               |
| Temp. mín. media (°C)                                              | 17                                                                 | 16                                                                 | 16                                                                 | 18                                                                 | 19                                                                 | 20                                                                 | 22                                                                 | 20                                                                 | 19                                                                 | 17                                                                 | 17                                                                 | 18                                                                 | 18.3                                                               |
| Precipitación total (mm)                                           | 0.1                                                                | 0                                                                  | 3                                                                  | 5.1                                                                | 9.3                                                                | 9.5                                                                | 12.8                                                               | 16.5                                                               | 17.8                                                               | 9.3                                                                | 4                                                                  | 1                                                                  | 88.4                                                               |
| [cita requerida]                                                   |                                                                    |                                                                    |                                                                    |                                                                    |                                                                    |                                                                    |                                                                    |                                                                    |                                                                    |                                                                    |                                                                    |                                                                    |                                                                    |

## Fauna y Flora
En la zona se puede ver el Flamencos, También se pueden ver Caimanes de la Costa y Manatíes, hay 136 especies en la zona.